# Ana Lasalle
 Ana Lasalle  (París, Francia, 1912 - La Habana, Cuba, 13 de agosto de 1989) fue una actriz de teatro y cine que desarrolló una extensa carrera en Argentina y Cuba.

## Actividad profesional
Comenzó su carrera artística en España en la década de 1930 como vedette hasta que, a raíz de un incendio que prendió fuego a su ropa y le abrasó las piernas, debió abandonar el baile y se dedicó al teatro. A raíz de la Guerra Civil Española dejó el país y se radicó en Argentina, donde continuó su carrera teatral formando su propia compañía.
Entre las obras que presentó se recuerdan especialmente El sendero de las tinieblas,Adoración de Jacinto Benavente y Gracia y Justicia, todas en 1949.
En 1950 presentó las obras Dos mujeres a las nueve y Morena Clara. Al año siguiente, Tú una vez y el diablo diez, de Jacinto Benavente con un elenco en el que figuraba Norma Aleandro.
En 1953 presentó Anna Lucasta. y la obra La rosa tatuada, de Tennessee Williams, en 1954 las obras Cristalina y en el Teatro Colón el espectáculo La otra voz. En 1955 presentó la obra Malvaloca.
El 28 de enero de 1957 llegó a Cuba, donde se destacó como actriz, recordándose sus interpretaciones en Bodas de sangre, La madre y El alma encantada, entre otras.
Fue uno de los personajes de Casos y cosas de casa, un programa que se emitió en la televisión los jueves a las 20:30 horas durante 14 años, en el que interpretaba a "Tecla'", junto a Coqui García, José Antonio Rivero y Martica del Río, sobre libreto de Enrique Núñez Rodríguez. También trabajó en Mamá, una exitosa telenovela donde interpretaba la abuela de la familia, que se emitió entre el 7 de mayo de 1958 y el 31 de agosto de 1962.

## Filmografía
Trabajó en dos películas:
Actriz
- Mujeres casadas (1954)
- Dock Sud (1953)

## Teatro
- La otra honra de Jacinto Benavente. Con Marcial Manent, Pedro Codina, Amparo Astort, Josefina Taboada y Enrique San Miguel.